# Аліабад-е-Барандуз
Аліабад-е-Барандуз (перс. علی‌آباد باراندوز) — село в Ірані, входить до складу дехестану Барандуз у Центральному бахші шахрестану Урмія провінції Західний Азербайджан.